# Dorothea Wierer
Dorothea Wierer (Bruneck, 1990. április 3. –) világbajnok olasz biatlonversenyző. 
A 2013-as biatlon-világbajnokságon bronzérmet szerzett 4 × 6 km-es váltóban. A 2014. évi téli olimpiai játékokon váltóban szintén bronzérmes lett, majd a 2018. évi téli olimpiai játékokon megismételte ezt az eredményt. A 2015–16-os szezont szintén a 3. helyen zárta összetettben.